# Liste der Delegierten des US-Repräsentantenhauses aus Amerikanisch-Samoa

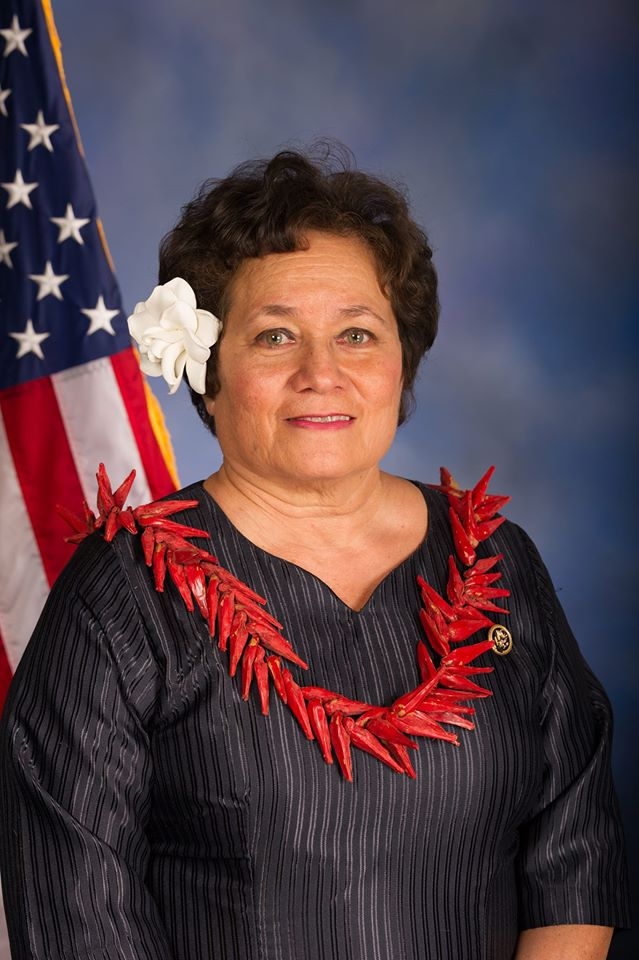
Amata Coleman Radewagen, die derzeitige Delegierte aus Amerikanisch-Samoa

Amerikanisch-Samoa ist seit 1929 ein nichtinkorporiertes Territorium der Vereinigten Staaten. Die südpazifische Inselgruppe wurde 1981 erstmals durch einen Delegierten im Repräsentantenhaus der Vereinigten Staaten vertreten; das Recht zur Entsendung eines Politikers nach Washington, D.C. war bereits im Oktober 1978 eingeräumt worden, ohne dass es aber sofort zu einer entsprechenden Wahl kam. Mit A. U. Fuimaono (1970–1974) und A. P. Lutali (1975–1977) hatte es bereits zuvor inoffizielle Delegierte gegeben, die in Washington Lobbyarbeit für die Einrichtung eines Kongresswahlbezirks betrieben hatten. Kongressdelegierte haben lediglich in den Ausschüssen ein Stimmrecht, nicht aber im Repräsentantenhaus selbst.
| Name                             | Amtszeit                           | Partei       |
| -------------------------------- | ---------------------------------- | ------------ |
| Fofó Iosefa Fiti Sunia           | 3. Januar 1981 – 6. September 1988 | Demokrat     |
| Eni Fa'aua'a Hunkin Faleomavaega | 3. Januar 1989 – 3. Januar 2015    | Demokrat     |
| Aumua Amata Coleman Radewagen    | 3. Januar 2015 –                   | Republikaner |